# Верхньо-Тамезька гідроелектростанція
Ве́рхньо-Таме́зька гі́дроелектроста́нція (порт. Barragem do Alto Tâmega) — гідроелектростанція в Португалії, в окрузі Віла-Реал, у верхів'ях річки Тамега. Спорудження почалось у середині 2010-х років.
Введено в експлуатацію у січні 2024 року
Особливістю проекту є його реалізація іспанською енергетичною компанією Iberdrola, тоді як до цього розвитком гідроелектроенергетики в Португалії займалась практично виключно місцева Compahia Portuguesa de Producao de Electricidade. Станція становитиме верхній ступінь у каскаді на Темезі, знаходячись вище від ГЕС Дайвоес, яку так само зводить Iberdrola.
У квітні 2017 року інвестор уклав угоду з консорціумом у складі компаній Acciona, Mota Engil та Edivisa на виконання основних будівельних робіт по проекту, які включають бетонну аркову греблю висотою 106,5 метра та довжиною 334 метри і машинний зал біля її підніжжя. Гребля утримує водосховище, витягнуте по долині річки на 22,3 км при максимальній ширині 0,5 км, що має площу поверхні 4,7 км2 та об'єм 132 млн м3 (корисний об'єм 55 млн м3).
Машинний зал обладнано двома турбінами типу Френсіс потужністю по 80 МВт, які працюють при напорі в 90 метрів.